# 克里斯蒂安·瑟普纳鲁
克里斯蒂安·瑟普纳鲁（羅馬尼亞語：Cristian Săpunaru；1984年4月5日—）是一位已退役的羅馬尼亞足球運動員，在場上的位置是右後衛，但也可擔任中後衛。他曾效力於羅馬尼亞足球甲級聯賽球隊布加勒斯特迅速。之前他曾效力於皇家薩拉戈薩。